# Athenagoras van Athene
Athenagoras van Athene (circa 133 - 190) (Grieks: Ἀθηναγόρας ὁ Ἀθηναῖος) was een Grieks-christelijke apologeet uit de tweede helft van de 2e eeuw, over wie weinig meer bekend is dan dat hij een Athener was (hoewel oorspronkelijk waarschijnlijk niet uit Athene afkomstig), een filosoof, en een bekeerling tot het christelijke geloof. Er is enig bewijs dat hij vóór zijn bekering een platonist was, maar dat is niet helemaal zeker.

## Werk en geschriften
Hoewel zijn werk bekend en invloedrijk schijnt te zijn geweest, is het vreemd dat de eerste christelijke apologeten hem bijna niet vermelden. Hij ontbreekt in het bijzonder in de uitgebreide geschriften van Eusebius. Het kan zijn dat zijn verhandelingen, die in eerste instantie anoniem circuleerden, aan een andere apologeet werden toegeschreven, maar er kunnen ook andere, nu niet meer bekende oorzaken zijn.
Er zijn slechts twee vermeldingen over hem in de vroegchristelijke literatuur bekend: diverse citaten met bronvermelding uit zijn Gezantschap in een fragment van Methodius van Olympus (gestorven in 312) en enkele ongeloofwaardige biografische details in fragmenten van de Christelijke geschiedenis van Philippus van Side (ca 425).
Philippus van Side stelde waarschijnlijk ten onrechte dat Athenagoras het hoofd was van de catechetische school in Alexandrië was, maar zijn opmerking dat Athenagoras zich tot het christendom bekeerde nadat hij zich in de Heilige Schrift had verdiept om de christenen te weerleggen, is bijzonder interessant.
Van zijn geschriften, die zeer waarschijnlijk zeer talrijk waren, zijn er slechts twee bewaard gebleven: het verdedigingsschrift Gezantschap voor de christenen en de verhandeling De opstanding van de doden.
Het Gezantschap, waarvan de datum door interne aanwijzingen vastgesteld kan worden op 176 of 177, was niet, zoals de titel Gezantschap (Grieks: 'presbeia') suggereert, een mondelinge verdediging van het christendom, maar een zorgvuldig geschreven pleidooi voor gerechtigheid voor de christenen, geschreven door een filosoof, op filosofische gronden, gericht aan keizer Marcus Aurelius en zijn zoon Commodus, die hij als overwinnaars, "maar bovenal als filosofen" vleit.
Eerst klaagt hij over de onlogische en onrechtvaardige discriminatie van de christenen en de vervolgingen die zij ondergaan,  daarna valt hij de aanklacht van atheïsme aan (dat was een belangrijke aanklacht tegen hen, dat zij niet geloofden in de Romeinse goden). Hij was een grondlegger van het principe van monotheïsme, waarbij hij - gebruik makend van diverse dichters en filosofen - de eerste sterk onderbouwde argumentatie opstelde voor de Drie-eenheid van God. De beschuldiging van kannibalisme wordt onder meer tegengesproken door de hoge achting voor het menselijke leven, die christenen ertoe brengt om de misdaad van abortus te verafschuwen.
De verhandeling De opstanding van de doden, de eerste volledige uiteenzetting over deze christelijke doctrine in de literatuur, is later geschreven dan de Verontschuldiging, waardoor hij soms als aanhangsel hiervan wordt beschouwd.

## Nederlandse vertalingen
Er bestaan twee integrale vertaling van 'Gezantschap voor de christenen':
- Twee apologeten uit het vroege christendom, Justinus en Athenagoras, vertaald, ingeleid en toegelicht door G.J.M. Bartelink, Kampen, Kok, 1986, p. 109-163
- H.U. Meyboom (red.), De apologeten, vol. II, Tatianus en Athenagoras, Leiden, Sijthoff, 1910, p. 84-151

Ook het werk over de opstanding bestaat in het Nederlands:
- Jacob van Beek, Athenagoras' geschrift De resurrectione mortuorum, Leiden, IJdo, 1908, p. 38-85